# Hot Wheels: Full fart!
Hot Wheels: Full fart! (engelska: Hot Wheels Let's Race) är ett amerikanskt animerat barnprogram vars första säsong har en planerad premiär den 4 mars 2024. Första säsongen består av tio avsnitt.

## Handling
Serien kretsar kring sex nybörjare som samlas på Supergaragets racingläger för att lära sig alla trick och tekniker de behöver för att bli nästa generations bästa racerförare.

## Rollista (i urval)
- Jakari Fraser - Coop
- Amari McCoy - Spark
- Griffen Campbell - Mac
- Risa Mei - Brights
- Josh Keaton - Axle
- Charlie Schlatter - Sidecar
- Grey DeLisle-Griffin - Dash Wheeler
- Eric Bauza - Coops far
- Khary Payton - Speedy Getaway